# Clerodendrum luteopunctatum
Clerodendrum luteopunctatum là một loài thực vật có hoa trong họ Hoa môi. Loài này được C.Pei & S.L.Chen mô tả khoa học đầu tiên năm 1982.